# John Holmes (rugby à XIII)
Pour les articles homonymes, voir John Holmes.
Pas d'image ? Cliquez ici

a Compétitions nationales et continentales officielles uniquement.

b Matchs officiels uniquement.
John Holmes , né le 21 mars 1952 à Kirkstall (Angleterre) et mort le 26 septembre 2009 à Leeds (Angleterre), est un joueur de rugby à XIII anglais évoluant au poste d'arrière, de demi d'ouverture ou de deuxième ligne dans les années 1960, 1970, 1980 et 1990. Il n'a joué que d'un seul club au niveau professionnel, Leeds. Avec ce dernier, il remporte le Championnat d'Angleterre en 1968 et 1972 et la Coupe d'Angleterre en 1977 et 1978. Il y dispute plus de 600 matchs avec ce club. Il connaît également des sélections avec la Grande-Bretagne avec laquelle il devient vainqueur de la Coupe du monde en 1972 ainsi que meilleur marqueur de points, et des sélections avec l'Angleterre avec laquelle il remporte la Coupe d'Europe des nations en 1977 et 1978.

## Palmarès
- Collectif:
  - Vainqueur de la Coupe du monde : 1972 (Grande-Bretagne).
  - Vainqueur de la Coupe d'Europe des nations : 1977 et 1978 (Angleterre).
  - Vainqueur du Championnat d'Angleterre : 1968 et 1972 (Leeds).
  - Vainqueur de la Coupe d'Angleterre : 1977 et 1978 (Leeds).
  - Finaliste de la Coupe du monde : 1975 (Angleterre) et 1977 (Grande-Bretagne).
  - Finaliste du Championnat d'Angleterre : 1970, 1973 et 1990 (Leeds).
  - Finaliste de la Coupe d'Angleterre : 197 et 1972 (Leeds).
- Individuel :
  - Meilleur marqueur de points de la Coupe du monde : 1972 (Grande-Bretagne).